# Seznam ameriških odvetnikov
Seznam ameriških odvetnikov.

## A
Robert Sengstacke Abbott - Charles Laban Abernethy - James Abourezk - Jack Abramoff - Elliott Abrams - Floyd Abrams - Frederick B. Abramson - Bella Abzug - Dean Acheson - Val Ackerman - Charles Francis Adams starejši - David D. Aitken - Charles H. Aldrich - Evan Shelby Alexander - Hugh Quincy Alexander - Lamar Alexander - Sadie Tanner Mossell Alexander - Joseph Alioto - Edward P. Allen - George Allen (politik) - Robert Allen (Tennessee) - Robert Allen (Virginija) - Tom Allen - William Allen (guverner) - William Allen (lojalist) - Gloria Allred - Fisher Ames - Andrew Glassell - Ike Franklin Andrews - George Thorndike Angell - Samuel Z. Arkoff - Robert Franklin Armfield - Thurman Arnold - John Ashcroft - John Baptista Ashe (kongresnik) - Thomas Samuel Ashe -

## B
Bruce Edward Babbitt - Carl Edward Bailey - Francis Lee Bailey - James Baker - Richard Barrett - John Barrow (ameriški politik) - Coles Bashford - Max Baucus - Birch Bayh - Evan Bayh - James M. Beck - Sandra Beckwith - Melvin Belli - Granville G. Bennett - Howard Berman - Alan Bible - Edward Biddle - Francis Biddle - Joe Biden - James Crawford Biggs - Jeff Bingaman - Horace Binney - Sanford Bishop - Jeremiah S. Black - John Black (ameriški senator) - John C. Black - Roy Black (odvetnik) - Harry Blackmun - Samuel Blatchford - Philemon Bliss - Joshua B. Bolten - Kit Bond - John C. Bonifaz - Robert Bork - Rick Boucher - Lloyd Wheaton Bowers - Joseph Philo Bradley - Louis Brandeis - John Breaux - William J. Brennan - Owen Brewster - Wilmot Brookings - Jack Brooks (politik) - Henry Billings Brown - Michael D. Brown - Pat Brown - Sam Brownback - James R. Browning - C. Farris Bryant - Bruce Buck - Vincent Bugliosi - William Marshall Bullit - Warren E. Burger - Bill D. Burlison - Benjamin Franklin Butler (politik) - Charles Henry Butler - Paul Butler (odvetnik) - Pierce Butler (pravnik) -

## C
Plato Cacheris - Carlos Cadena - John Archibald Campbell - Eric Cantor - Ben Cardin - Albert Cardozo - Harry Carey - Charles Carreon - Joseph Carroll - Joseph Carter Abbott - James Carville - Raul Hector Castro - Saxby Chambliss - Orlow W. Chapman - Samuel Chase - John Chenoweth - Michael Chertoff - Lawton Chiles - Wiseman Claget - Marcia Clark - Ramsey Clark - Tom C. Clark - John Hessin Clarke - Frank G. Clement - Paul Clement - Donn Clendenon - Hillary Rodham Clinton - Johnnie Cochran - Roy Cohn - Joshua Colangelo-Bryan - Norm Coleman - LeRoy Collins - Charles Colson - James B. Comey - Holmes Conrad - John Cornyn - Howard Cosell - Ann Coulter - Archibald Cox - James Cramer - Mike Crapo - Joseph F. Crater - Rick Crawford - William Nelson Cromwell - Bartley Crum - Walter J. Cummings mlajši - Mario Cuomo - Benjamin Robbins Curtis - Bruce Cutler - Lloyd Cutler - 

## D
Alexander J. Dallas - Richard Henry Dana mlajši - Christopher Darden - Clarence Darrow - Harry M. Daugherty - Bancroft Davis - David Davis (senator) - Gray Davis - John W. Davis - William Levi Dawson (politik) - William R. Day - Drew S. Days III. - Mike DeWine - Francis R. Delano - Alan Dershowitz - Dick DeGuerin - John Forrest Dillon - John Dingell - Viet D. Dinh - Thomas Dixon - Christopher Dodd - Thomas J. Dodd - Peter H. Dominick - William Donovan - William O. Douglas - John M. Dowd - Jesse Dukeminier - Richard Durbin - Ronald Dworkin - 

## E
Dorman Bridoman Eaton - J. Howard Edmondson - Harry T. Edwards - John Edwards - Robert L. Ehrlich - Oliver Ellsworth - Len Elmore - Douglas Emhoff - John N. Erlenborn - Miguel Estrada - Lane Evans - 

## F
Charles H. Fahy - Albert B. Fall - Joseph M. Farley - Michael P. Farris - Dante Fascell - Tom Feeney - Kenneth Feinberg - W. Mark Felt - Bertram Fields - D. Michael Fisher - Patrick Fitzgerald - Timothy Flanigan - Gerald Ford - Abe Fortas - Vince Foster - Felix Frankfurter - Dave Freudenthal - Charles Fried - William L. Frierson - Martin Frost - J. William Fulbright - Melville Fuller - 

## G
Erle Stanley Gardner - Merrick B. Garland - George Gekas - Mark Geragos - David Gergen - David Gilbertson - Ann Fagan Ginger - Ruth Bader Ginsburg - Mike Godwin - Abe Goff - Arthur Joseph Goldberg - Alberto Gonzales - John Goode - Chauncey Goodrich - Elizur Goodrich - Gordon P. Robertson - Jamie Gorelick - Slade Gorton - Bob Graham - Lindsey Graham - C. Boyden Gray - James P. Gray - Peter W. Gray - Joyce Hens Green - Andrew C. Greenberg - Jack Greenberg (odvetnik) - Jerome Davis Greene - Ford Greene - Judd Gregg - Thomas Watt Gregory - Robert Cooper Grier - John Grisham - Erwin N. Griswold - Felix Grundy - Edward J. Gurney -

## H
Paul Hackett - Mark Haines - Dirk Haire - David Hall (guverner Oklahome) - Andrew Hamilton (odvetnik) - Kent Hance - Tom Harkin - John Marshall Harlan - Maya Harris - Scott Harshbarger - Melissa Hart - Floyd K. Haskell - Orrin Hatch - Paul G. Hatfield - Willis C. Hawley - Arthur Garfield Hays - Karen L. Henderson - Brad Henry - Carla Anderson Hills - James P. Hoffa - William J. Holloway - Oliver Wendell Holmes mlajši - Daniel Horowitz - Sam Houston - Tim Howard (odvetnik) - Henry M. Hoyt - Webster Hubbell - Charles Evans Hughes - Ward Hunt - Asa Hutchinson - Joel Hyatt - Henry Hyde - 

## I
Bob Inglis - Daniel Inouye - Washington Irving - Alan Isaacman - Ernest Istook - Lance Ito - 

## J
Howell Edmunds Jackson - Robert H. Jackson - Bill Jefferson - Jim Jeffords - George A. Jenks - Bruce Johnson - Frank Minis Johnson - Phillip E. Johnson - Tim Johnson - Timothy V. Johnson - Barbara Jordan - Star Jones Reynolds - Joseph D. Schleimer - Joseph Sandler -

## K
Robert Kardashian - David Karnes - Leo Katz - Sally Katzen - Charles Keating - David Kendall - Anthony Kennedy - Ted Kennedy - Robert F. Kennedy - Baine Kerr - Orin Kerr - Alexander C. King - Horatio Collins King - Stephan Kinsella - Ron Kirk - Marcus Klaw - Ernest Knaebel - Ed Koch - John K. Konenkamp - Barbara Osborn Kreamer - Ron Kuby - Randy Kuhl - Bowie Kuhn - William Kunstler - Jon Kyl - John Kyle - 

## L
Bronson Cutting La Follette - Richard Lamm - Mitch Landrieu - Moon Landrieu - Mills Lane - Christopher Columbus Langdell - Henry Latimer (sodnik) - Swifty Lazar - Harold LeVander - Rex E. Lee - Frederick William Lehmann - Leonard Weinglass - Leonard Leo - Carl Levin - Fred Levin - Mark Levin - Stanley Levison - Joe Lieberman - Abraham Lincoln - Henry Curtis Lind - Sol Linowitz - Alfred Lee Loomis - Trent Lott - John Arthur Love - John Thomas Lupton - Robert Luskin - J. Michael Luttig - 

## M
Carey McWilliams (novinar) - Michael Madigan - Charles Major - Dudley Field Malone - Donald A. Manzullo - Ernest W. Marland - Jim Marshall (ameriški politik) - John Marshall - Thurgood Marshall - Kevin Martin (FCC) - Mel Martinez - Scott M. Matheson - Charles Mathias mlajši - Bob Matsui - Thomas Stanley Matthews - Maury Maverick - Herbert B. Maw - Lawrence Maxwell mlajši - John Little McClellan - James A. McClure - Mitch McConnell - Wade H. McCree - Andrew Ryan McGill - J. Howard McGrath - Thomas J. McIntyre - Paul McNulty - James Clark McReynolds - Ewell Ross McCright - Lloyd Meeds - Edwin Meese - Ken Mehlman - Judith Meierhenry - Bob Menendez - Thomas Mesereau - Lee Metcalf - C. Edward Middlebrooks - Harriet Miers - Abner J. Mikva - Marilyn Milian - Lara Jill Miller - Robert A. Miller - Samuel Freeman Miller - John T. Mills - Newton N. Minow - George J. Mitchell - John N. Mitchell - William D. Mitchell - Marvin Mitchelson - William Henry Moody - Alfred Moore - Walter Moore - Robert M. Morgenthau - Constance Baker Motley - Lisa Murkowski - 

## N
Ralph Nader - Janet Napolitano - Frederick Nash - Tom Neal - Ben Nelson - Bill Nelson (politik) - Eleanor Holmes Norton - Martin J. O'Malley - Barack Obama - Barbara Olson - Floyd B. Olson - Theodore Olson - William Tod Otto - Priscilla Owen - 

## O
Henry Steel Olcott -

## P
Frank Pace - Bob Packwood - Alexander Mitchell Palmer - James B. Pearson - Rufus Wheeler Peckham - Rufus Wheeler Peckham (1809-1873) - Wheeler Hazard Peckham - Philip Pell - Alex Penelas - Claude Pepper - Philip B. Perlman - Edward John Phelps - Leon C. Phillips - Samuel F. Phillips - James K. Polk - Abraham Polonsky - Lewis Franklin Powell mlajši - Michael Powell (politik) - Anthony Principi - David Pryor - Mark Pryor - Herbert Putnam - Henry Putzel mlajši - 

## Q
John Quinn (zbiratelj) - 

## R
Calvin L. Rampton - Alexander Randall - John E. Rankin - J. Lee Rankin - Sam Rayburn - John Henninger Reagan - Sumner Redstone - Jack Reed - Stanley Forman Reed - Tapping Reeve - Harry Reid - Jerry Reinsdorf - Ed Rendell - Marjorie Rendell - William Henry Rhodes - John K. Richards - Elliot Richardson - David Riesman - John Roberts - Pat Robertson - Elmer Robinson - Roy Romer - Franklin D. Roosevelt - Franklin Delano Roosevelt mlajši - Drew Rosenhaus - James Ross (ameriški politik) - Milo Rowell - Dean Rusk - Wiley Blount Rutledge - 

## S
Richard W. Sabers - David Safavian - Ken Salazar - Leverett Saltonstall - Carl Sanders - Edward Terry Sanford - Rick Santorum - John G. Sargent - Mark Satin - Antonin Scalia - William Schachte - David Scheffer - Kurt Schmoke - Jan Schneider - Mary M. Schroeder - Charles Schumer - William L. Scott - Jay Alan Sekulow - Jeff Sessions - Robert Shapiro - William Sharpe (politik) - Richard Shelby - Brad Sherman - James S. Sherman - George Shiras mlajši - Sheldon Siegel - Laurence H. Silberman - Alan K. Simpson - Ike Skelton - Terry Smiljanich - Richard Smith (delegat) - Seward Smith - Thomas Smith (1745-1809) - Thomas Francis Smith - David Souter - Arlen Specter - Eliot Spitzer - Kenneth Starr - Michael Steele - Ben Stein - David Stern - Ted Stevens - Thaddeus Stevens - Carl E. Stewart - Lynne Stewart - Harlan Fiske Stone - Richard B. Stone - Joseph Story - William Strong (sodnik) - Noah Haynes Swayne - 

## T
Joseph Taggart - Jim Talent - Joseph Tate - Telford Taylor - Thomas D. Thacher - James Thayer - J. Parnell Thomas - Fred Dalton Thompson - Jack Thompson (odvetnik) - James Thompson (pravnik) - Larry Thompson - Smith Thompson - Strom Thurmond - John Q. Tilson - Kathleen Kennedy Townsend - Henry Hotchkiss Townshend - John Train - Lyman Tremain - Mildred Trouillot -

## U
Stewart Udall - 

## V
Peter Vaghi - Willis Van Devanter - Thomas Van Orden - Killian Van Rensselaer - Harold Himmel Velde - Tom Vilsack - Cathleen Vitale - David Vitter - George Voinovich - 

## W
Alfred Moore Waddell - Morrison Waite - Silda Wall - George Wallace - David I. Walsh - Joseph Wapner - John Warner - Earl Warren - Harold Washington - Seth P. Waxman - James Moore Wayne - Sarah Weddington - Joseph H. H. Weiler - Caspar Weinberger - Charles F. Wennerstrum - Tony West - Henry Wheaton - Byron White - Harry Payne Whitney - William C. Whitney - Charles Evans Whittaker - James D. Whittemore - Zygmunt Wilf - James Harvie Wilkinson III. - Harrison A. Williams - Karen J. Williams - R. L. Williams - Samuel Williston - Harris Wofford - Christopher Wolf - John Stephens Wood - William Burnham Woods - Alfred Woodward - Walter Wyatt - Ron Wyden - Louis C. Wyman - 

## Y
Luther Wallace Youngdahl - 

## Z
Sigmund Zeisler - Steven L. Zinter - 